# Liga Intercalar de 2007–08
A Liga Intercalar 2007/2008 foi a primeira edição da Liga Intercalar. Teve como vencedor o Varzim, após derrotar o Braga na Final por 2-1, após prolongamento.

## Equipas participantes
AF Porto
- Boavista,
- Leixões,
- Porto,
- Desportivo das Aves,
- Varzim,
- Gondomar,
- Trofense,
- Penafiel

AF Braga
- Vitória de Guimarães,
- Braga

## Primeira Fase

### Campeonato de Inverno

#### Classificação
|     | Equipa               | Pts | J | V | ESG | ECG | D | GM | GS | +/- | Comentários                   |
| --- | -------------------- | --- | - | - | --- | --- | - | -- | -- | --- | ----------------------------- |
| 1.  | Leixões              | 22  | 9 | 6 | 2   |     | 1 | 16 | 8  | +8  | Apurados para a fase seguinte |
| 2.  | Varzim               | 21  | 9 | 7 | 0   | 0   | 2 | 14 | 9  | +5  | Apurados para a fase seguinte |
| 3.  | Vitória de Guimarães | 17  | 9 | 5 | 0   | 1   | 3 | 13 | 11 | +2  |                               |
| 4.  | Trofense             | 16  | 9 | 4 | 0   | 2   | 3 | 14 | 13 | 0   |                               |
| 5.  | Porto                | 15  | 9 | 4 | 2   | 0   | 3 | 16 | 8  | +8  |                               |
| 6.  | Desportivo das Aves  | 15  | 9 | 5 | 0   | 0   | 4 | 16 | 12 | +4  |                               |
| 7.  | Boavista             | 13  | 9 | 4 | 0   | 1   | 4 | 16 | 12 | +4  |                               |
| 8.  | Braga                | 10  | 9 | 2 | 0   | 2   | 5 | 9  | 18 | -9  |                               |
| 9.  | Gondomar             | 6   | 9 | 2 | 0   | 0   | 7 | 10 | 19 | -11 |                               |
| 10. | Penafiel             | 3   | 9 | 1 | 0   | 0   | 8 | 8  | 20 | -12 |                               |

#### Jornadas
| 1ª Jornada (28 de Novembro) | 1ª Jornada (28 de Novembro) | 1ª Jornada (28 de Novembro) |
| --------------------------- | --------------------------- | --------------------------- |
| Equipa 1                    | Resultado                   | Equipa 2                    |
| Braga                       | 1 - 1                       | Vitória de Guimarães        |
| Porto                       | 3 - 1                       | Trofense                    |
| Varzim                      | 3 - 1                       | Gondomar                    |
| Boavista                    | 1 - 2                       | Leixões                     |
| Penafiel                    | 1 - 2                       | Desportivo das Aves         |

| 2ª Jornada (5 de Dezembro) | 2ª Jornada (5 de Dezembro) | 2ª Jornada (5 de Dezembro) |
| -------------------------- | -------------------------- | -------------------------- |
| Equipa 1                   | Resultado                  | Equipa 2                   |
| Vitória de Guimarães       | 1 - 0                      | Porto                      |
| Desportivo das Aves        | 3 - 0                      | Braga                      |
| Trofense                   | 2 - 3                      | Varzim                     |
| Gondomar                   | 0 - 3                      | Boavista                   |
| Leixões                    | 3 - 0                      | Penafiel                   |

| 3ª Jornada (12 de Dezembro) | 3ª Jornada (12 de Dezembro) | 3ª Jornada (12 de Dezembro) |
| --------------------------- | --------------------------- | --------------------------- |
| Equipa 1                    | Resultado                   | Equipa 2                    |
| Varzim                      | 1-0                         | Vitória de Guimarães        |
| Porto                       | 4-0                         | Braga                       |
| Boavista                    | 0-1                         | Trofense                    |
| Penafiel                    | 2-0                         | Gondomar                    |
| Desportivo das Aves         | 0-1                         | Leixões                     |

| 4ª Jornada (19 de Dezembro) | 4ª Jornada (19 de Dezembro) | 4ª Jornada (19 de Dezembro) |
| --------------------------- | --------------------------- | --------------------------- |
| Equipa 1                    | Resultado                   | Equipa 2                    |
| Vitória de Guimarães        | 1 - 4                       | Boavista                    |
| Braga                       | 0 - 1                       | Varzim                      |
| Porto                       | 2 - 0                       | Desportivo das Aves         |
| Trofense                    | 3 - 2                       | Penafiel                    |
| Gondomar                    | 1 - 2                       | Leixões                     |

| 5ª Jornada (2 de Janeiro) | 5ª Jornada (2 de Janeiro) | 5ª Jornada (2 de Janeiro) |
| ------------------------- | ------------------------- | ------------------------- |
| Equipa 1                  | Resultado                 | Equipa 2                  |
| Penafiel                  | 1 - 2                     | Vitória de Guimarães      |
| Boavista                  | 0 - 2                     | Braga                     |
| Varzim                    | 2 - 0                     | Porto                     |
| Leixões                   | 1 - 1                     | Trofense                  |
| Desportivo das Aves       | 2 - 1                     | Gondomar                  |

| 6ª Jornada (9 de Janeiro) | 6ª Jornada (9 de Janeiro) | 6ª Jornada (9 de Janeiro) |
| ------------------------- | ------------------------- | ------------------------- |
| Equipa 1                  | Resultado                 | Equipa 2                  |
| Vitória de Guimarães      | 3 - 1                     | Leixões                   |
| Braga                     | 3 - 1                     | Penafiel                  |
| Porto                     | 0 - 0                     | Boavista                  |
| Varzim                    | 3 - 2                     | Desportivo das Aves       |
| Trofense                  | 2 - 1                     | Gondomar                  |

| 7ª Jornada (16 de Janeiro) | 7ª Jornada (16 de Janeiro) | 7ª Jornada (16 de Janeiro) |
| -------------------------- | -------------------------- | -------------------------- |
| Equipa 1                   | Resultado                  | Equipa 2                   |
| Penafiel                   | 0 - 4                      | Porto                      |
| Desportivo das Aves        | 1 - 2                      | Trofense                   |
| Gondomar                   | 0 - 2                      | Vitória de Guimarães       |
| Boavista                   | 3 - 0                      | Varzim                     |
| Leixões                    | 4 - 1                      | Braga                      |

| 8ª Jornada (23 de Janeiro) | 8ª Jornada (23 de Janeiro) | 8ª Jornada (23 de Janeiro) |
| -------------------------- | -------------------------- | -------------------------- |
| Equipa 1                   | Resultado                  | Equipa 2                   |
| Porto                      | 1 - 1                      | Leixões                    |
| Vitória de Guimarães       | 2 - 1                      | Trofense                   |
| Varzim                     | 1 - 0                      | Penafiel                   |
| Braga                      | 1 - 3                      | Gondomar                   |
| Boavista                   | 2 - 4                      | Desportivo das Aves        |

| 9ª Jornada (30 de Janeiro) | 9ª Jornada (30 de Janeiro) | 9ª Jornada (30 de Janeiro) |
| -------------------------- | -------------------------- | -------------------------- |
| Equipa 1                   | Resultado                  | Equipa 2                   |
| Desportivo das Aves        | 2 - 1                      | Vitória de Guimarães       |
| Trofense                   | 1 - 1                      | Braga                      |
| Gondomar                   | 3 - 2                      | Porto                      |
| Penafiel                   | 1 - 2                      | Boavista                   |
| Leixões                    | 1 - 0                      | Varzim                     |

### Campeonato de Primavera

#### Classificação
|     | Equipa               | Pts | J | V | ESG | ECG | D | GM | GS | +/- | Comentários                   |
| --- | -------------------- | --- | - | - | --- | --- | - | -- | -- | --- | ----------------------------- |
| 1.  | Trofense             | 21  | 9 | 7 | 0   | 0   | 2 | 11 | 6  | +5  | Apurados para a fase seguinte |
| 2.  | Braga                | 19  | 9 | 6 | 1   | 0   | 2 | 18 | 8  | +10 | Apurados para a fase seguinte |
| 3.  | Leixões              | 19  | 9 | 5 | 0   | 2   | 2 | 19 | 15 | +4  |                               |
| 4.  | Vitória de Guimarães | 16  | 9 | 5 | 1   | 0   | 3 | 11 | 9  | +4  |                               |
| 5.  | Porto                | 15  | 9 | 5 | 0   | 0   | 3 | 11 | 11 | 0   |                               |
| 6.  | Gondomar             | 14  | 9 | 4 | 0   | 1   | 4 | 17 | 12 | +5  |                               |
| 7.  | Desportivo das Aves  | 14  | 9 | 3 | 1   | 2   | 3 | 12 | 14 | -2  |                               |
| 8.  | Varzim               | 8   | 9 | 1 | 2   | 1   | 5 | 6  | 11 | -5  |                               |
| 9.  | Penafiel             | 7   | 9 | 1 | 0   | 2   | 6 | 8  | 17 | -9  |                               |
| 10. | Boavista             | 5   | 9 | 1 | 0   | 1   | 7 | 6  | 16 | -10 |                               |

#### Jornadas
| 1ª Jornada (6 de Fevereiro) | 1ª Jornada (6 de Fevereiro) | 1ª Jornada (6 de Fevereiro) |
| --------------------------- | --------------------------- | --------------------------- |
| Equipa 1                    | Resultado                   | Equipa 2                    |
| Vitória de Guimarães        | 2 - 0                       | Braga                       |
| Trofense                    | 1 - 0                       | Porto                       |
| Gondomar                    | 3 - 1                       | Varzim                      |
| Leixões                     | 3 - 0                       | Boavista                    |
| Desportivo das Aves         | 2 - 2                       | Penafiel                    |

| 2ª Jornada (13 de Fevereiro) | 2ª Jornada (13 de Fevereiro) | 2ª Jornada (13 de Fevereiro) |
| ---------------------------- | ---------------------------- | ---------------------------- |
| Equipa 1                     | Resultado                    | Equipa 2                     |
| Porto                        | 2 - 1                        | Vitória de Guimarães         |
| Braga                        | 2 - 3                        | Desportivo das Aves          |
| Varzim                       | 0 - 1                        | Trofense                     |
| Boavista                     | 1 - 1                        | Gondomar                     |
| Penafiel                     | 0 - 2                        | Leixões                      |

| 3ª Jornada (20 de Fevereiro) | 3ª Jornada (20 de Fevereiro) | 3ª Jornada (20 de Fevereiro) |
| ---------------------------- | ---------------------------- | ---------------------------- |
| Equipa 1                     | Resultado                    | Equipa 2                     |
| Vitória de Guimarães         | 1 - 0                        | Varzim                       |
| Trofense                     | 1 - 0                        | Boavista                     |
| Gondomar                     | 3 - 1                        | Penafiel                     |
| Leixões                      | 1 - 1                        | Desportivo das Aves          |
| Braga                        | 1 - 0                        | Porto                        |

| 4ª Jornada (27 de Fevereiro) | 4ª Jornada (27 de Fevereiro) | 4ª Jornada (27 de Fevereiro) |
| ---------------------------- | ---------------------------- | ---------------------------- |
| Equipa 1                     | Resultado                    | Equipa 2                     |
| Boavista                     | 0 - 2                        | Vitória de Guimarães         |
| Varzim                       | 0 - 0                        | Braga                        |
| Desportivo das Aves          | 3 - 0                        | Porto                        |
| Penafiel                     | 1 - 0                        | Trofense                     |
| Leixões                      | 3 - 1                        | Gondomar                     |

| 5ª Jornada (5 de Março) | 5ª Jornada (5 de Março) | 5ª Jornada (5 de Março) |
| ----------------------- | ----------------------- | ----------------------- |
| Equipa 1                | Resultado               | Equipa 2                |
| Vitória de Guimarães    | 1 - 0                   | Penafiel                |
| Braga                   | 1 - 0                   | Boavista                |
| Porto                   | 2 - 0                   | Varzim                  |
| Trofense                | 2 - 3                   | Leixões                 |
| Gondomar                | 3 - 0                   | Desportivo das Aves     |

| 6ª Jornada (12 de Março) | 6ª Jornada (12 de Março) | 6ª Jornada (12 de Março) |
| ------------------------ | ------------------------ | ------------------------ |
| Equipa 1                 | Resultado                | Equipa 2                 |
| Leixões                  | 2 - 3                    | Vitória de Guimarães     |
| Penafiel                 | 1 - 4                    | Braga                    |
| Boavista                 | 1 - 2                    | Porto                    |
| Desportivo das Aves      | 2 - 1                    | Varzim                   |
| Gondomar                 | 0 - 1                    | Trofense                 |

| 7ª Jornada (19 de Março) | 7ª Jornada (19 de Março) | 7ª Jornada (19 de Março) |
| ------------------------ | ------------------------ | ------------------------ |
| Equipa 1                 | Resultado                | Equipa 2                 |
| Vitória de Guimarães     | 1 - 4                    | Gondomar                 |
| Braga                    | 6 - 2                    | Leixões                  |
| Porto                    | 2 - 1                    | Penafiel                 |
| Varzim                   | 2 - 0                    | Boavista                 |
| Trofense                 | 2 - 1                    | Desportivo das Aves      |

| 8ª Jornada (26 de Março) | 8ª Jornada (26 de Março) | 8ª Jornada (26 de Março) |
| ------------------------ | ------------------------ | ------------------------ |
| Equipa 1                 | Resultado                | Equipa 2                 |
| Trofense                 | 1 - 0                    | Vitória de Guimarães     |
| Gondomar                 | 1 - 2                    | Braga                    |
| Leixões                  | 2 - 1                    | Porto                    |
| Penafiel                 | 1 - 1                    | Varzim                   |
| Desportivo das Aves      | 3 - 2                    | Boavista                 |

| 8ª Jornada (26 de Março) | 8ª Jornada (26 de Março) | 8ª Jornada (26 de Março) |
| ------------------------ | ------------------------ | ------------------------ |
| Equipa 1                 | Resultado                | Equipa 2                 |
| Vitória de Guimarães     | 0 - 0                    | Desportivo das Aves      |
| Braga                    | 1 - 2                    | Trofense                 |
| Porto                    | 2 - 1                    | Gondomar                 |
| Varzim                   | 1 - 1                    | Leixões                  |
| Boavista                 | 2 - 1                    | Penafiel                 |

## Meias-finais
Os jogos das meias-finais realizaram-se a 16 de Abril.
| Meias-finais | Meias-finais     | Meias-finais |
| ------------ | ---------------- | ------------ |
| Equipa 1     | Resultado        | Equipa 2     |
| Leixões      | 1 - 4            | Braga        |
| Varzim       | 0 - 0 3-0 (g.p.) | Trofense     |

## Final
O jogo da final realizou-se a 30 de Abril.
| Final    | Final        | Final    |
| -------- | ------------ | -------- |
| Equipa 1 | Resultado    | Equipa 2 |
| Braga    | 1 - 2 (a.p.) | Varzim   |